# Metihakka
Metihakka är en administrativ by i Sri Lanka.   Den ligger i provinsen Uvaprovinsen, i den centrala delen av landet, 140 km öster om huvudstaden Colombo.